# 天譴者的女王
《天譴者的女王》（英語：The Queen of the Damned）是美國作家安·萊絲的系列小說「吸血鬼紀事」第三部，於1988年出版。時報文化於1999年3月1日在臺灣發行正體中文版，由洪凌翻譯。簡體中文版由譯林出版社發行於2007年10月1日。此作是《夜訪吸血鬼》和《吸血鬼黎斯特》的續集，接續上部小說《吸血鬼黎斯特》Cliffhanger的結尾，並從豐富的歷史和神話傳說中溯源吸血鬼的誕生，由此將故事回溯至古埃及時代。
2014年3月9日，宣佈一本名為《黎斯特王子》的小說將作為《天譴者的女王》的續集出版，這也是「吸血鬼紀事」系列的第十一部作品。《黎斯特王子》於2014年10月28日發行。

## 內容概述
這部小說回溯了吸血鬼的起源及歷史，「天譴者的女王」即是指世上第一名吸血鬼亞加莎，作為人類的她曾是大約六千年前的喀美特 (Kemet，即古埃及) 王后。那時有兩名法術高強的女巫瑪赫特和瑪凱居住在埃及一片不知名的羣山中，她們能與不可見的靈體交流。有一個名叫阿莫爾的噬血靈體多次詢問她們是否需要協助，雖然這對女巫已經拒絕多次，但阿莫爾似乎並不死心。後來，女巫的居所被毀，她們被國王安基爾和王后亞加莎監禁，他們渴望獲得這對女巫姊妹的祕密學識。兩女巫並不買賬，在侵犯亞加莎以後，國王命令他的首席管事當着整個宮廷的面強姦這對姊妹，因為失去貞潔就意味着失去法力。最後兩個女巫被流放到沙漠。瑪凱以噬血靈體的力量詛咒國王和王后，讓他們痛苦不已，只得向女巫姊妹尋求幫助。
一羣不滿年輕國王安基爾政策的陰謀者於宮廷擧行驅逐邪靈阿莫爾的儀式上刺殺了國王夫妻，噬血邪靈阿莫爾乘機誘騙王后亞加莎的靈魂准許它進入她的軀體。阿莫爾將自己與王后的血肉相結合，從而成功把王后轉化為世上第一個吸血鬼。為了拯救國王的性命，亞加莎讓他喝下自己的血，國王被轉化為第二個吸血鬼。王室夫妻從此成為噬血狂魔，為了緩解這一切，他們命人將女巫姊妹帶回宮廷，希望能獲得她們的幫助。女巫告訴王后她們無能為力，王后下令將她們處以去眼拔舌的酷刑。瑪凱在行刑前詛咒了王后：「讓精靈為此見證：那將是未來註定之事，必然且將會如此，你是天譴者的女王，邪惡是你唯一的命運之道。當你最極致的時刻到來，我將出現並擊潰你——即使我必須從屍冢復活。仔細看著我，那將是你征服者的容顏。」

## 電影改編
一套名為的電影於2002年上映，由艾莉亞飾演吸血女王/天譴之后亞加莎，史都華·唐森出演黎斯特，影片基於《天譴者的女王》和部份來自《吸血鬼黎斯特》的情節改編。此片由於並未嚴格按照小說改編而遭到原著發燒友的嚴厲詬病。